# 珍珠港事件紀念日

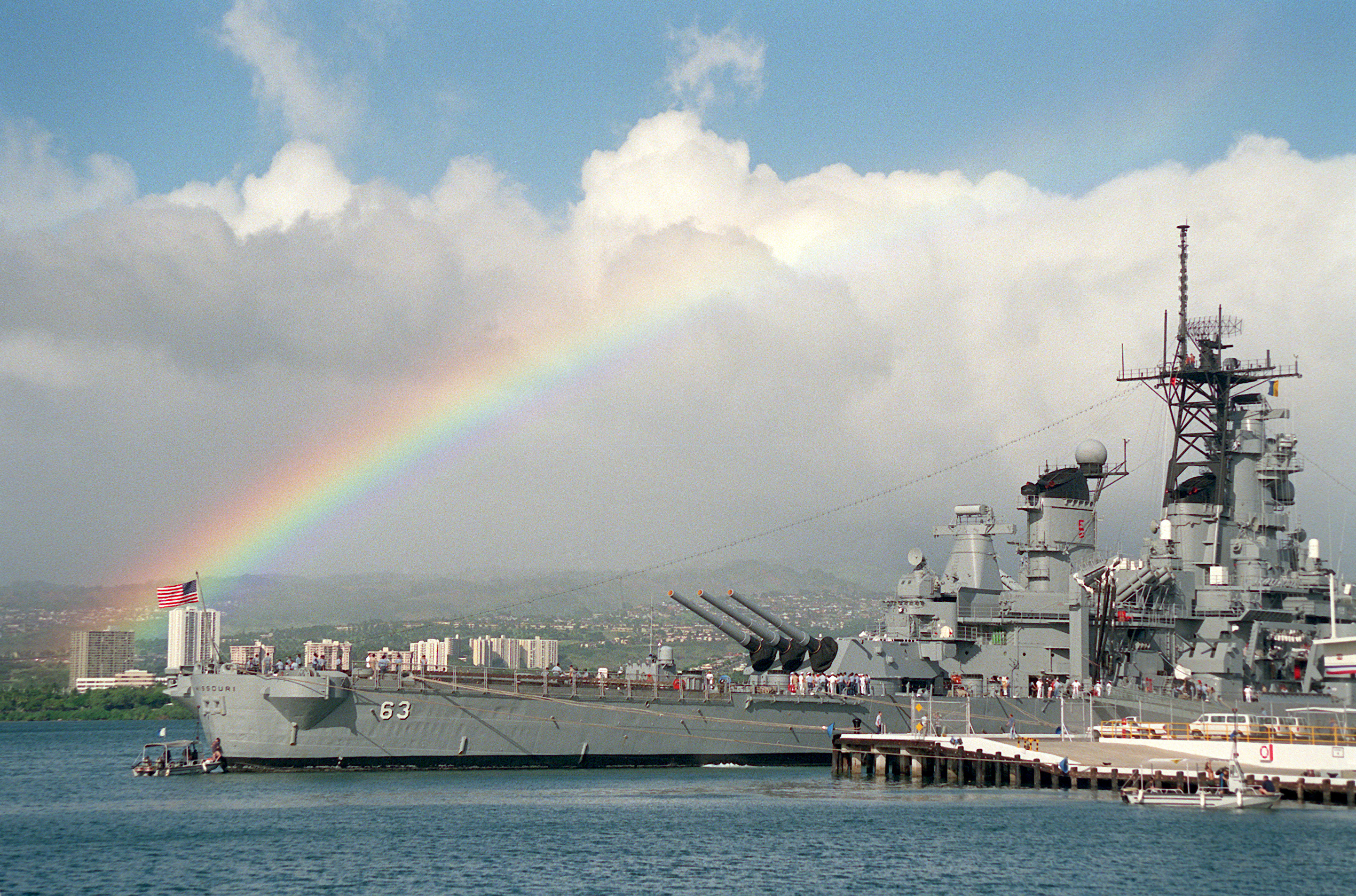
密蘇里號戰艦參加珍珠港事件50週年紀念活動

珍珠港事件紀念日是美国的一個紀念性日子，日期為每年的12月7日，當天美国境內會举行各種紀念活動，以纪念和缅怀1941年12月7日珍珠港事件中丧生的 2,403名美国人。
1994年，美国国会通过法案，決定将每年的12月7日定为珍珠港事件紀念日。 1994年8月23日，比尔·克林顿签署法案。  11月29日，克林顿发表公告，宣布1994年12月7日为第一个珍珠港事件紀念日。
珍珠港事件紀念日当天，美国国旗应降半旗直至日落，以纪念珍珠港事件中陣亡的士兵。  不過珍珠港事件纪念日不是美國联邦假日，政府機構、学校和企业不会放假。